# Snow-board la Jocurile Olimpice de iarnă din 2018 - Half-pipe (feminin)
Proba de snow-board, half-pipe feminin de la Jocurile Olimpice de iarnă din 2018 de la Pyeongchang, Coreea de Sud a avut loc pe 12 și 13 februarie 2018 la Pheonix Snow Park.

## Program
Orele sunt orele Coreei de Sud (ora României + 7 ore).
| Dată         | Ora         | Rundă      |
| ------------ | ----------- | ---------- |
| 12 februarie | 13:30-15:00 | Calificări |
| 13 februarie | 10:00-11:40 | Finală     |

## Rezultate calificări
C — Calificată pentru finală
Primele 12 sportive s-au calificat pentru finală.
| Loc | Ordinea de start | Nume              | Țară                       | Cursa 1 | Cursa 2 | Cel mai bun rezultat | Note |
| --- | ---------------- | ----------------- | -------------------------- | ------- | ------- | -------------------- | ---- |
| 1   | 3                | Chloe Kim         | Statele Unite ale Americii | 91,50   | 95,50   | 95,50                | C    |
| 2   | 10               | Liu Jiayu         | China                      | 87,75   | 41,00   | 87,75                | C    |
| 3   | 11               | Haruna Matsumoto  | Japonia                    | 80,75   | 84,25   | 84,25                | C    |
| 4   | 1                | Maddie Mastro     | Statele Unite ale Americii | 83,75   | 76,00   | 83,75                | C    |
| 5   | 2                | Queralt Castellet | Spania                     | 71,50   | 45,50   | 71,50                | C    |
| 6   | 15               | Cai Xuetong       | China                      | 65,75   | 69,00   | 69,00                | C    |
| 7   | 16               | Sena Tomita       | Japonia                    | 59,50   | 66,75   | 66,75                | C    |
| 8   | 5                | Emily Arthur      | Australia                  | 30,25   | 66,50   | 66,50                | C    |
| 9   | 4                | Sophie Rodriguez  | Franța                     | 65,00   | 13,50   | 65,00                | C    |
| 10  | 9                | Mirabelle Thovex  | Franța                     | 62,25   | 64,25   | 64,25                | C    |
| 11  | 8                | Kelly Clark       | Statele Unite ale Americii | 41,00   | 63,25   | 63,25                | C    |
| 12  | 14               | Arielle Gold      | Statele Unite ale Americii | 17,50   | 62,75   | 62,75                | C    |
| 13  | 13               | Holly Crawford    | Australia                  | 57,50   | 20,00   | 57,50                |      |
| 14  | 17               | Verena Rohrer     | Elveția                    | 16,50   | 55,00   | 55,00                |      |
| 15  | 6                | Kurumi Imai       | Japonia                    | 54,75   | 50,00   | 54,75                |      |
| 16  | 19               | Qiu Leng          | China                      | 50,75   | 53,75   | 53,75                |      |
| 17  | 12               | Hikaru Ōe         | Japonia                    | 10,00   | 51,00   | 51,00                |      |
| 18  | 18               | Mercedes Nicoll   | Canada                     | 50,00   | 48,00   | 50,00                |      |
| 19  | 20               | Elizabeth Hosking | Canada                     | 25,25   | 36,75   | 36,75                |      |
| 20  | 22               | Kwon Sun-oo       | Coreea de Sud              | 19,25   | 35,00   | 35,00                |      |
| 21  | 21               | Kaja Verdnik      | Slovenia                   | 24,75   | 34,00   | 34,00                |      |
| 22  | 7                | Li Shuang         | China                      | 24,50   | 9,25    | 24,50                |      |
| 23  | 24               | Calynn Irwin      | Canada                     | 23,25   | 16,25   | 23,25                |      |
| 24  | 23               | Clémence Grimal   | Franța                     | 14,25   | 13,00   | 14,25                |      |

## Rezultate finală
Finala a avut loc la 13 februarie 2018.
| Loc | Ordinea de start | Nume              | Țară                       | Cursa 1 | Cursa 2 | Cursa 3 | Cel mai bun rezultat | Note |
| --- | ---------------- | ----------------- | -------------------------- | ------- | ------- | ------- | -------------------- | ---- |
| 1   | 12               | Chloe Kim         | Statele Unite ale Americii | 93,75   | 41,50   | 98,25   | 98,25                |      |
| 2   | 11               | Liu Jiayu         | China                      | 85,50   | 89,75   | 49,00   | 89,75                |      |
| 3   | 1                | Arielle Gold      | Statele Unite ale Americii | 10,50   | 74,75   | 85,75   | 85,75                |      |
| 4   | 2                | Kelly Clark       | Statele Unite ale Americii | 76,25   | 81,75   | 83,50   | 83,50                |      |
| 5   | 7                | Cai Xuetong       | China                      | 20,50   | 41,25   | 76,50   | 76,50                |      |
| 6   | 10               | Haruna Matsumoto  | Japonia                    | 70,00   | 46,25   | 65,75   | 70,00                |      |
| 7   | 8                | Queralt Castellet | Spania                     | 59,75   | 67,75   | 43,75   | 67,75                |      |
| 8   | 6                | Sena Tomita       | Japonia                    | 65,25   | 34,50   | 60,50   | 65,25                |      |
| 9   | 3                | Mirabelle Thovex  | Franța                     | 59,50   | 30,25   | 63,00   | 63,00                |      |
| 10  | 4                | Sophie Rodriguez  | Franța                     | 50,50   | 14,75   | 13,75   | 50,50                |      |
| 11  | 5                | Emily Arthur      | Australia                  | 48,25   | 9,25    | 25,00   | 48,25                |      |
| 12  | 9                | Maddie Mastro     | Statele Unite ale Americii | 14.00   | 7,50    | 6,50    | 14,00                |      |